# Hans Haider (Musiker)
Hans Haider (* 1935 in Cuxhaven; † 20. November 2010 in Hamburg) war ein deutscher Gitarrist, Musikinstrumentenbauer und Komponist.

## Leben
Haider lernte zunächst Geigenbauer, erhielt Geigenunterricht und lernte autodidaktisch das Gitarrenspiel. Er spielte im Nachkriegs-Hamburg als Gitarrist in Soldaten-Clubs, musste aber auch andere Tätigkeiten aufnehmen. Da er Noten lesen konnte, fand er zunehmend Anstellungen als Gitarrist in Theatern und in verschiedenen Orchestern, z. B. bei James Last oder Kai Warner, begleitete viele populäre Solokünstler der Zeit (z. B. Freddy Quinn, Harald Juhnke oder Caterina Valente) und arbeitete mit zahlreichen Gitarristen und Lautenisten zusammen, darunter Peter Horton, Sigi Schwab oder David Qualey, dem er bei dem Aufbau seiner Karriere in Deutschland half.
Haider war eine Zeitlang mit Astrid Fournell befreundet gewesen. In den Sommermonaten von 1961 bis 1967 war Haider als Rettungsschwimmer in Wenningstedt auf Sylt als Angestellter der Kurverwaltung tätig.
Haider komponierte sowohl für Sologitarre als auch Gitarrenkonzerte, die von verschiedenen Radiostationen aufgenommen wurden. Außerdem war Haider als Dozent an der Hochschule für Musik (heute Hochschule für Musik und Theater Hamburg) und am Hamburger Konservatorium tätig.

## Lautarre
Haider war gelernter Geigenbauer und begann Anfang der 1970er-Jahre, mehrere Lauteninstrumente herzustellen, die Eigenschaften der Gitarre und der Laute vereinigen und denen er den Namen „Lautarre“ gab. Die Lautarre ist eine Kastenhalslaute mit einer der Wappengitarre ähnlichen Korpusform. Dadurch unterscheidet sie sich von der Gitarrenlaute, die zu den Schalenhalslauten gehört, auch der von Haider gewählte englische Ausdruck „Lute Guitar“ verweist auf die stärkere Ähnlichkeit zur Gitarre. Eher lautenähnlich ist der etwas nach hinten geknickte Wirbelkasten mit seitenständigen Wirbeln. Ahlert und Hebb beschreiben die Lautarre als „Mischung aus Gitarre und Laute, die sich leicht spielen ließ und einen hellen und durchsichtigen Klang besaß“.
Haider baute mehrere Versionen der Lautarre, zunächst mit sechs Saiten, dann mit sieben, zehn und bis zu 13 Saiten. Die Vorzüge beschreibt er in einem Interview mit dem Hamburger Abendblatt am Beispiel der siebensaitigen Version: „Die Klangmöglichkeiten sind durch eine siebente Saite und einen längeren Hals nach unten um eine Quinte und nach oben um eine Quarte erweitert. Außerdem wird der Klang durch einen doppelten Resonanzboden wesentlich voller. Der größte Vorteil: Dies ist ein Instrument, auf dem man jede Musik spielen kann, ohne dauernd die Gitarren wechseln zu müssen. Von der alten Lautenmusik über die gesamte Gitarrenliteratur bis zum Jazz ist auf der Lautarre alles möglich.“
Verschiedene Lautarren kamen auf Plattenaufnahmen Haiders zum Einsatz, so z. B. auf Hans Haider und seine Lautarre (1975), Lautarre mal 2 (1977), Impressions on Lute Guitar (1995), Classic for Lute Guitar (1996), On the Wings of Fantasy (2003) oder Stille Nacht: Weihnachtslieder auf der Lautarre (2010).

## Kompositionen
Neben den als Notenausgaben veröffentlichten Werken enthalten zahlreiche Tonaufnahmen Haiders eigene Kompositionen.
- 4 Skizzen (1968, Ed. Sikorski, Nr. 750)
- 3 Etüden D-Dur, d-moll, e-moll, (1968, Ed. Sikorski, Nr. 749)
- Gitarre-Panorama, (1977, 2 Hefte)
- Musik für 2 Gitarren, Firmament-Verlag, Berlin, o. J.

## Diskografie
Neben den hier aufgeführten Aufnahmen spielte Haider auf weiteren LP und CD Gitarrenpartien ein.
- Gitarre am Abend (o. J.)
- Summerland (1975)
- Hans Haider und seine Lautarre (1975, Deutsche Grammophon)
- Golden Country (1975/1987, Selected Sound / Dt. Austrophon)
- Lautarre mal 2 (1977, Eulenspiegel)
- Silver Flute & Guitar (1977, Selected Sound)
- Traumland (1977, Selected Sound)
- New Sound of Classical Guitar (1977, Selected Sound)
- Alle Vögel sind schon da und andere Kinderlieder zum Mitsingen (1978, Deutsche Grammophon) mit Uwe Krämer
- Music For My Friends (1979, Selected Sound / Dt. Austrophon)
- Stille Nacht: Weihnachtslieder auf der Lautarre (1990/2010, Eulenspiegel)
- Renaissance, Baroque & Romantik (1992, Selected Sound / Dt. Austrophon)
- Land of Sunflowers (1987, Selected Sound / Dt. Austrophon)
- Jazz Workshop (1993, Selected Sound / Dt. Austrophon)
- Impressions on Lute Guitar (1995, Selected Sound / Dt. Austrophon)
- Classic for Lute Guitar (1996, Selected Sound / Dt. Austrophon)
- Canto General (1996, Eulenspiegel) mit Joe Perri und Uwe Lost
- Beautiful Landscapes and Countryside Impressions (1999, Selected Sound / Dt. Austrophon)
- On the Wings of Fantasy (2003, Membran Int.)